# 球状闪电 (电视剧)
《球状闪电》是一部改编自刘慈欣同名小说的中国大陆科幻电视剧，由戴墨执导，陈思诚监制，童瑶、王安宇、杨立新领衔主演。于2022年拍摄，目前在爱奇艺平台待播中。

## 播出时间
| 頻道   | 所在地   | 播映日期 | 播出時間 | 備註 |
| 爱奇艺 | 中国大陆 | 待定     |          |      |

## 演员列表
| 演員   | 角色 | 介紹 |
| 童瑶   | 林云 |      |
| 王安宇 | 陈光 |      |
| 杨立新 |      |      |